# 協和電工
協和電工株式会社（きょうわでんこう、英:Kyouwa Denkou Co.,Ltd）静岡県静岡市葵区日出町10番地52に本社を置く、鉄道用電気工事及び保安設備工事の会社。

## 歴史
1952年（昭和27年）鍛冶職人であった桑原國男が静岡県静岡市で桑原鉄工を設立。幼稚園の遊具など幅広い分野での金属加工業をはじめた。1961年（昭和36年）になると東海道新幹線開業に伴う鉄道に関する受注が増加、この頃から本格的に鉄道工事に携わるようになる。1965年（昭和40年）前身となる静岡鉄電工業(株)を設立、事業拡大に伴い1968年（昭和43年）現在の協和電工(株)に社名を変更。

## 業務内容
東海旅客鉄道株式会社（JR東海）の鉄道電気工事（信号）、工事に使用する鋼材加工品（機器設置台、歩行用通路、ケーブル用ダクト、トラフ橋など）の製造、産業廃棄物処分業が主である。

## 沿革
・1952年-初代社長、桑原國男が桑原鉄工を設立。
・1961年-鉄道関連工事を本格的に受注。
・1965年-前身となる静岡鉄電工業(株)を設立。
・1968年-協和電工(株)に社名を変更。
・2023年-産業廃棄物処分業許可を取得、協和電工(株)岡部工場を開設。

## 事業所
・本社　静岡県静岡市葵区日出町１０番地５２
・静岡工場　静岡県静岡市葵区幸庵新田１４６番地３
・岡部工場
静岡県藤枝市岡部町岡部１０６４番地１５